# 밤색나무쥐
밤색나무쥐(Pogonomys macrourus)는 쥐과에 속하는 설치류의 일종이다. 인도네시아와 파푸아뉴기니에서 발견된다.

## 특징
꼬리 길이 126~187mm를 제외한 몸길이가 92~150mm인 중형 설치류로 발 길이는 19.1~22.5mm이다. 귀 길이는 11.0~15.5mm이고 몸무게는 최대 74g이다. 등 쪽은 불그스레한 갈색을 띠고 배 쪽은 희다. 귀는 둥글고 동모 길이는 최대 5cm이다.

## 생태
나무 위에서 생활하며, 야행성 동물이다. 낮 동안에는 땅 속 구멍에 은신한다. 수컷은 독거 생활을 하지만 암컷은 작은 무리를 지어 지낸다. 암컷은 한 번에 최대 3마리의 새끼를 낳는다. 포획 상태에서 수명은 2년 5개월 정도이다.

## 분포 및 서식지
뉴기니섬과 오스트레일리아 북동부 그리고 인근 섬에 널리 분포한다. 해발 1800m 이내의 열대 습윤 일차림과 이차림에서 서식한다.

## 아종
2종의 아종이 알려져 있다.
- P. m. macrourus - 뉴기니섬 서부, 야펜섬
- P. m. mollipilosus (Peters & Doria , 1881) - 뉴기니섬 동부, 비스마르크 군도, 뉴브리튼섬, 퀸즐랜드 주 북동부 2개 지역